# 门特里达
门特里达，是西班牙卡斯蒂利亚-拉曼恰托莱多省的一个市镇。总面积83平方公里，总人口2223人（2001年），人口密度27人/平方公里。